# 5/4 (canção)
"5/4" é uma canção da banda virtual britânica Gorillaz e é a segunda faixa de seu álbum de estreia homônimo de 2001. De acordo com a autobiografia da banda, Rise of the Ogre, "5/4" foi originalmente planejado para ser o single seguinte depois de "Clint Eastwood", porém, foi substituído por "19-2000" de "última hora". Os storyboards que o cartunista Jamie Hewlett havia começado a desenhar para o videoclipe que acompanhava a canção antes da mudança foram posteriormente incluídos no DVD Phase One: Celebrity Take Down. O título é uma referência a 5/4, assinatura de tempo do riff de guitarra que aparece ao decorrer da faixa. A música foi tocada ao vivo pela banda no seu primeiro tour Gorillaz Live, anos depois, trazida de volta na turnê Humanz Tour, com Jehnny Beth assumindo o vocal principal.

## Videoclipe
Embora a produção do clipe musical nunca tenha sido concluída, o storyboard do DVD de compilação do Gorillaz de 2002, Phase One: Celebrity Take Down, possui o animatic original para o clipe descartado "5/4". O vídeo começa com uma breve imagem de uma mulher se masturbando, censurada pela logo do Gorillaz. Cada um de seus seios é coberto por estrelas azuis. O show inicia-se com a banda se apresentando para uma multidão em uma plataforma alta (a qual possui um formato de um osso). Murdoc está tocando com a banda quando vê um grupo de mulheres em uma plataforma ao lado da delas; no entanto, a plataforma é muito longe para chegar lá. Murdoc então tira suas roupas até ficar completamente nu, então tenta pular para a plataforma com as mulheres nela, mas não consegue alcançá-la e cai na multidão abaixo.

## Créditos
- Damon Albarn – vocais, guitarras, sintetizadores, baixo
- Miho Hatori – vocais de apoio
- Kid Koala – toca-discos
- Dan, The Automator – produtor
- Gorillaz – produtor
- Tom Girling – co-produtor, bateria virtual, Pro Tools, engenharia musical
- Jason Cox – co-produtor, bateria, bateria virtual, engenharia musical
- Tim Burrell – engenharia musical
- Toby Whelan – assistência de engenharia musical
- Howie Weinberg – masterização